# Ana Meded
Ana Meded (født 19. marts 1996) er en kvindelig australsk håndboldspiller. Hun spiller i Melbourne HC og på Australiens håndboldlandshold, som stregspiller. Hun repræsenterede Australien, under VM 2019 i Japan.